# Émile-Justin Merlot
Pour les articles homonymes, voir Merlot (homonymie).
Émile-Justin Merlot, ou Émile Merlot, né le 20 décembre 1839 à Saints-en-Puisaye et mort le 22 décembre 1900 à Montigny-sur-Loing, est un peintre français.

## Biographie
Émile-Justin Merlot est le fils de Jean-Baptiste Merlot, instituteur, et de Madeleine Joséphine Gaucher, marchande d'étoffes.
Il commence sa carrière professionnelle en tant qu'ouvrier vitrier à Auxerre, puis s'engage sous les drapeaux. Après cinq années passées chez les zouaves, il arrive dans la capitale.
Élève d'Eugène Lavieille et d'Henri Harpignies à l'École des Beaux-Arts de Paris, il expose au Salon de 1864 à 1899. Il devient membre de la Société des artistes français.
Lors des levées de recrues dans le département de l'Yonne, durant la guerre franco-allemande de 1870, il est capitaine au sein de la 13e compagnie. Malade, il ne prend pas le départ de la colonne le 15 décembre.
Peintre paysagiste et animalier, il obtient une mention honorable en 1883, une médaille de deuxième classe en 1892 et une médaille de bronze lors de l'Exposition universelle de 1900.
Il réalise également la décoration de céramiques pour la firme Haviland.
Il meurt célibataire à son domicile de Montigny-sur-Loing à l'âge de 61 ans.

Œuvres d'Émile-Justin Merlot
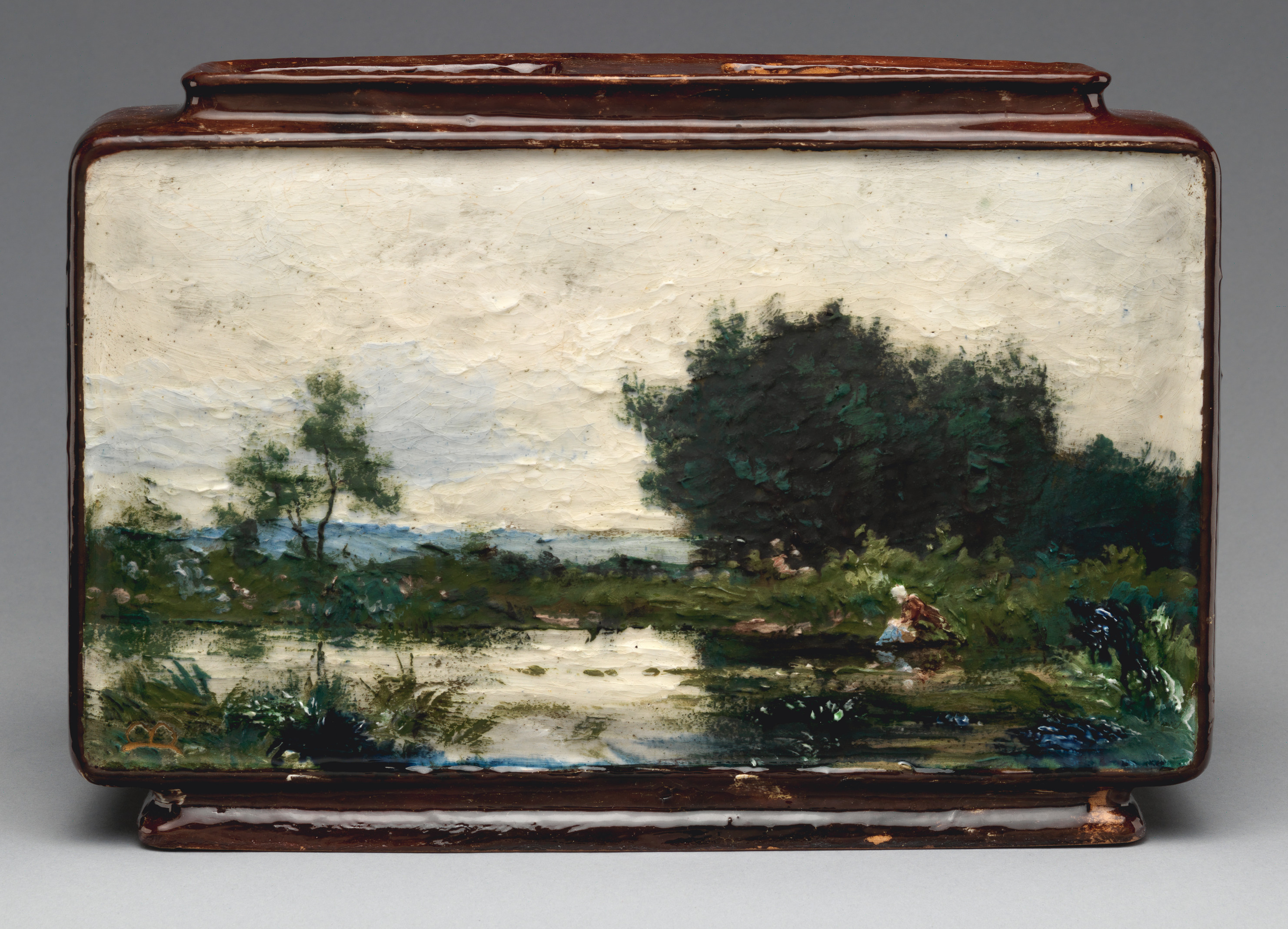
Jardinière décorée d'un paysage réalisé par Émile-Justin Merlot pour Haviland vers 1880, Metropolitan Museum of Art, New York.
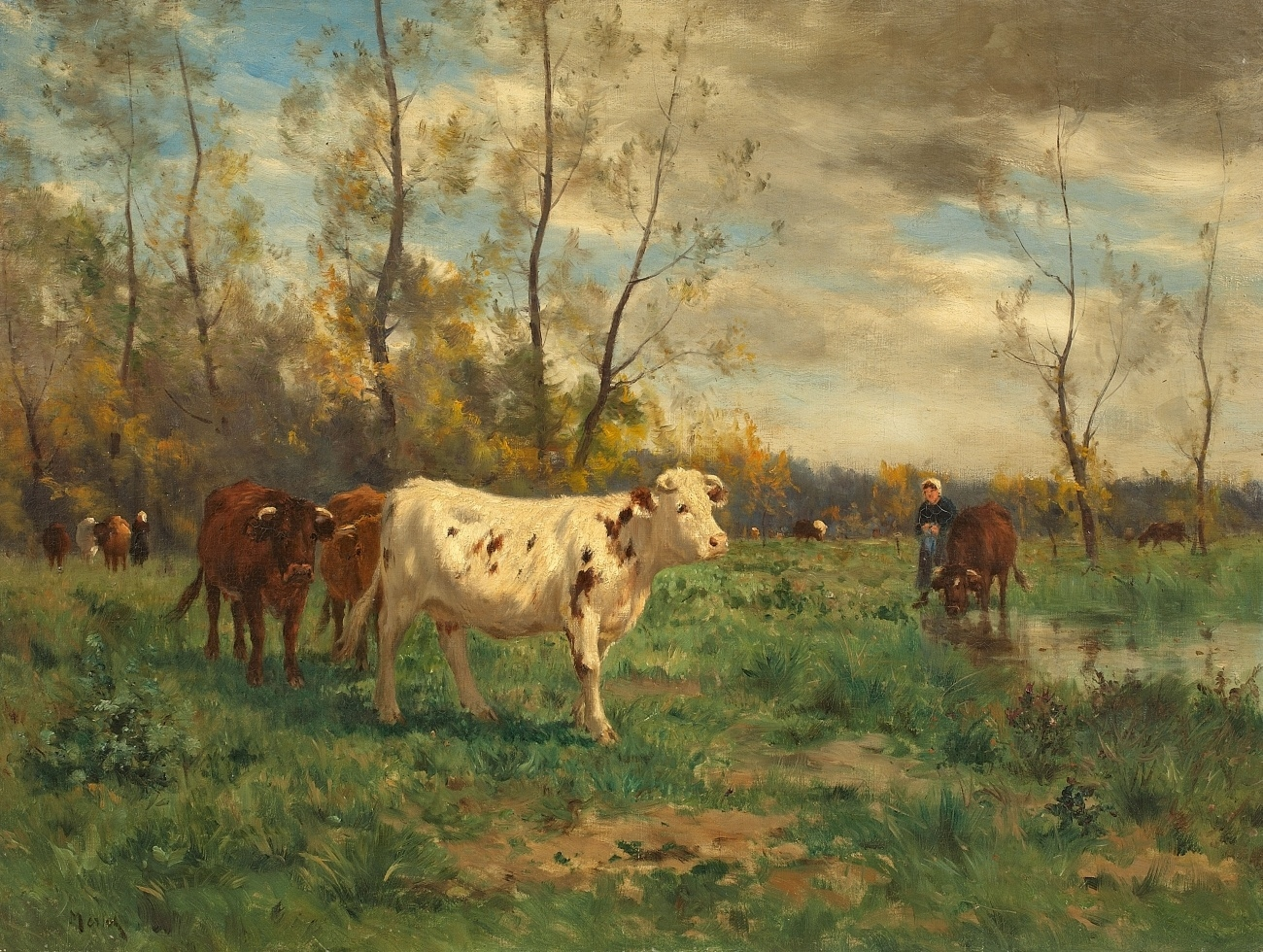
Paysage d’étang avec troupeau de vaches (Salon de 1892 ?).

## Œuvres exposées aux Salons parisiens
- Une matinée de septembre ; environs de Paris, no 3267 au Salon de 1864
- Allée du bois de Meudon ; effet d’automne, no 3268 au Salon de 1864
- Intérieur du village des Marlats (Nièvre), no 1353 au Salon de 1866
- Une matinée d’août, no 1354 au Salon de 1866
- Village de Grattechiens (Nièvre) ; soirée de mars, no 1059 au Salon de 1867
- Chemin creux dans l’Yonne, no 1754 au Salon de 1868
- Bords de la Seine, no 1755 au Salon de 1868
- Village dans le Tarn-et-Garonne, no 1691 au Salon de 1869
- Un site dans le Morvan, no 1949 au Salon de 1870
- Une rivière dans le Morvan, no 1950 au Salon de 1870
- Village de Chénoy (Nivernais), no 1088 au Salon de 1872
- Un gué aux environs de Vichy (Allier), no 1043 au Salon de 1873
- Pâturage en Brie, no 1305 au Salon de 1874
- Vue de « mon village », no 1447 au Salon de 1876
- Vendanges en Bourgogne, no 1482 au Salon de 1877
- Le Val-de-Grâce à Paris, no 2593 au Salon de 1880
- Eté de la Saint-Martin, no 1847 au Salon de 1882
- Le Val-de-Grace, no 3603 au Salon de 1882, aquarelle
- Notre-Dame de Paris, no 3604 au Salon de 1882, aquarelle
- Vallon de Jean II ; Bretagne, no 1675 au Salon de 1883
- Port-Navalo ; Morbihan, no 1676 au Salon de 1883
- Anse de Saint-Jean, près Concarneau (Finistère), no 1696 au Salon de 1884
- Les Chênes de Concarneau, no 1697 au Salon de 1884
- Pâturage breton au bord de la mer, à Dorlec (Finistère), no 1738 au Salon de 1885
- Les Vaches au pâturage, no 1666 au Salon de 1887
- Vallée d'Argues, no 1802 au Salon de 1888
- La Mare aux moutons, no 1678 au Salon de 1890
- Dans la pâture, no 1169 au Salon de 1891
- Vaches au ruisseau, no 1170 au Salon de 1891
- Troupeau dans les marais de la Somme, no 1196 au Salon de 1892
- Vaches au repos, no 1243 au Salon de 1893
- Avant la pluie ; vaches normandes. environs de Dieppe, no 1244 au Salon de 1893
- Étude, no 1292 au Salon de 1894
- Coin du pré communal, no 1293 au Salon de 1894
- En Nivernais, no 1344 au Salon de 1895
- Étude, no 1345 au Salon de 1895
- Le Gué de Châtelois, no 1400 au Salon de 1896
- Étude, no 1401 au Salon de 1896
- Vallée d'Arques (Normandie), no 1169 au Salon de 1897
- Pâturage, no 1170 au Salon de 1897
- Animaux, no 1440 au Salon de 1898
- Animaux et paysage, no 1441 au Salon de 1898
- Bœufs, no 1389 au Salon de 1899
- Animaux, no 1390 au Salon de 1899